# Lista de prêmios recebidos por Charlize Theron
Charlize Theron é uma atriz e produtora sul-africana-americana que recebeu vários prêmios e indicações, incluindo um Oscar e um Globo de Ouro. Além disso, ela foi indicada para dois Oscars, três British Academy Film Awards e um Primetime Emmy Award. Em 2005, Theron recebeu uma estrela na Calçada da Fama de Hollywood por suas contribuições à indústria cinematográfica.
Em 1999, Theron estrelou o drama de Lasse Hallström, The Cider House Rules. Por sua atuação, ela ganhou o Prêmio Bambi de Shooting Star: Female, e foi indicada ao Satellite Award de Melhor Atriz Coadjuvante - Filme. O papel inovador de Theron no aclamado drama biográfico Monster (2003) lhe rendeu o Oscar de Melhor Atriz, o Critics' Choice Movie Award de Melhor Atriz, o Screen Actors Guild Award de Melhor Performance de uma Atriz em Papel Principal, o Globo de Ouro de Melhor Atriz em Filme - Drama, e ela foi indicada ao Prêmio BAFTA de Melhor Atriz em Papel Principal. Em 2005, Theron estrelou o drama North Country de Niki Caro como uma mãe solteira e trabalhadora de ferro sofrendo assédio sexual. Sua atuação lhe rendeu o prêmio Desert Palm Achievement Award, o Prêmio Hollywood Actress Award, e ela foi indicada ao Oscar de Melhor Atriz, ao prêmio BAFTA de Melhor Atriz em Papel Principal, e ao Globo de Ouro de Melhor Atriz em Filme - Drama.
Em 2015, Theron estrelou Mad Max: Fury Road como Imperatriz Furiosa ao lado de Tom Hardy. Theron recebeu ampla aclamação por sua atuação e ganhou o Critics' Choice Movie Award de Melhor Atriz em Filme de Ação, o MTV Movie Award de Melhor Performance Feminina, o Saturn Award de Melhor Atriz, e foi indicada ao AACTA International Award de Melhor Atriz, o AACTA Award de Melhor Atriz em Papel Principal, e o Washington DC Area Film Critics Association Award de Melhor Atriz. Em 2019, Theron estrelou o drama Bombshell de Jay Roach, baseado nos relatos das mulheres da Fox News que se propuseram a expor o CEO Roger Ailes por assédio sexual. A atuação de Theron no filme recebeu aclamação da crítica e lhe rendeu indicações ao Oscar de Melhor Atriz, ao BAFTA de Melhor Atriz em Papel Principal, e ao Globo de Ouro de Melhor Atriz em Filme - Drama.

## Prémios
| Organizações                                            | Ano  | Trabalho                                    | Categoria                                                                           | Resultado | Ref.          |
| ------------------------------------------------------- | ---- | ------------------------------------------- | ----------------------------------------------------------------------------------- | --------- | ------------- |
| Academy Awards                                          | 2004 | Monster                                     | Best Actress                                                                        | Venceu    | [ 4 ]         |
| Academy Awards                                          | 2006 | North Country                               | Best Actress                                                                        | Indicado  | [ 12 ]        |
| Academy Awards                                          | 2020 | Bombshell                                   | Best Actress                                                                        | Indicado  | [ 21 ]        |
| Audie Awards                                            | 2010 | Nelson Mandela's Favorite African Folktales | Audiobook of the Year                                                               | Venceu    | [ 23 ] [ 24 ] |
| Audie Awards                                            | 2010 | Nelson Mandela's Favorite African Folktales | Multi-Voiced Performance                                                            | Venceu    | [ 23 ] [ 24 ] |
| Australian Academy of Cinema and Television Arts Awards | 2016 | Mad Max: Fury Road                          | Best International Lead Actress – Cinema                                            | Indicado  | [ 18 ] [ 25 ] |
| Australian Academy of Cinema and Television Arts Awards | 2016 | Mad Max: Fury Road                          | Best Lead Actress – Cinema                                                          | Indicado  | [ 18 ] [ 25 ] |
| Australian Academy of Cinema and Television Arts Awards | 2020 | Bombshell                                   | Best International Lead Actress – Cinema                                            | Indicado  | [ 26 ]        |
| BAFTA Awards                                            | 2005 | Monster                                     | Best Film Actress in a Leading Role                                                 | Indicado  | [ 8 ]         |
| BAFTA Awards                                            | 2006 | North Country                               | Best Film Actress in a Leading Role                                                 | Indicado  | [ 13 ]        |
| BAFTA Awards                                            | 2020 | Bombshell                                   | Best Film Actress in a Leading Role                                                 | Indicado  | [ 22 ]        |
| Berlin International Film Festival                      | 2004 | Monster                                     | Silver Bear for Best Actress                                                        | Venceu    | [ 27 ]        |
| Bambi Award                                             | 2000 | The Cider House Rules                       | Shooting Star: Female                                                               | Venceu    | [ 2 ]         |
| Chicago Film Critics Association Awards                 | 2003 | Monster                                     | Best Actress                                                                        | Venceu    | [ 28 ]        |
| Chicago Film Critics Association Awards                 | 2014 | Mad Max: Fury Road                          | Best Actress                                                                        | Indicado  | [ 29 ]        |
| Critics' Choice Awards                                  | 2004 | Monster                                     | Best Movie Actress                                                                  | Venceu    | [ 5 ]         |
| Critics' Choice Awards                                  | 2006 | North Country                               | Best Movie Actress                                                                  | Indicado  | [ 30 ]        |
| Critics' Choice Awards                                  | 2012 | Young Adult                                 | Best Movie Actress                                                                  | Indicado  | [ 31 ]        |
| Critics' Choice Awards                                  | 2016 | Mad Max: Fury Road                          | Best Action Movie Actress                                                           | Venceu    | [ 32 ]        |
| Critics' Choice Awards                                  | 2016 | Mad Max: Fury Road                          | Best Movie Actress                                                                  | Indicado  | [ 32 ]        |
| Critics' Choice Awards                                  | 2019 | Tully                                       | Best Comedy Movie Actress                                                           | Indicado  | [ 33 ]        |
| Critics' Choice Awards                                  | 2020 | Bombshell                                   | Best Movie Actress                                                                  | Indicado  | [ 34 ]        |
| Critics' Choice Awards                                  | 2020 | Bombshell                                   | Best Movie Cast                                                                     | Indicado  | [ 34 ]        |
| Dallas–Fort Worth Film Critics Association              | 2003 | Monster                                     | Best Actress                                                                        | Venceu    | [ 35 ]        |
| Dallas–Fort Worth Film Critics Association              | 2005 | North Country                               | Best Actress                                                                        | Indicado  | [ 36 ]        |
| Dallas–Fort Worth Film Critics Association              | 2011 | Young Adult                                 | Best Actress                                                                        | Indicado  | [ 37 ]        |
| Dallas–Fort Worth Film Critics Association              | 2015 | Mad Max: Fury Road                          | Best Actress                                                                        | Indicado  | [ 38 ]        |
| Dallas–Fort Worth Film Critics Association              | 2019 | Bombshell                                   | Best Actress                                                                        | Indicado  | [ 39 ]        |
| Detroit Film Critics Society Awards                     | 2011 | Young Adult                                 | Best Actress                                                                        | Indicado  | [ 40 ]        |
| Detroit Film Critics Society Awards                     | 2019 | Bombshell                                   | Best Actress                                                                        | Indicado  | [ 41 ]        |
| Emmy Awards (Primetime)                                 | 2005 | The Life and Death of Peter Sellers         | Outstanding Supporting Actress in a Miniseries or a Movie                           | Indicado  | [ 42 ]        |
| Florida Film Critics Circle Award                       | 2019 | Bombshell                                   | Best Actress                                                                        | Indicado  | [ 43 ]        |
| Film Independent Spirit Awards                          | 2004 | Monster                                     | Best Female Lead                                                                    | Venceu    | [ 44 ]        |
| Film Independent Spirit Awards                          | 2004 | Monster                                     | Best First Feature Film Production                                                  | Venceu    | [ 44 ]        |
| Golden Globe Awards                                     | 2004 | Monster                                     | Best Actress in a Motion Picture – Drama                                            | Venceu    | [ 7 ]         |
| Golden Globe Awards                                     | 2005 | The Life and Death of Peter Sellers         | Best Supporting Actress – Series, Miniseries, or Motion Picture Made for Television | Indicado  | [ 7 ]         |
| Golden Globe Awards                                     | 2006 | North Country                               | Best Actress in a Motion Picture – Drama                                            | Indicado  | [ 7 ]         |
| Golden Globe Awards                                     | 2012 | Young Adult                                 | Best Actress in a Motion Picture – Musical or Comedy                                | Indicado  | [ 7 ]         |
| Golden Globe Awards                                     | 2019 | Tully                                       | Best Actress in a Motion Picture – Musical or Comedy                                | Indicado  | [ 7 ]         |
| Golden Globe Awards                                     | 2020 | Bombshell                                   | Best Actress in a Motion Picture – Drama                                            | Indicado  | [ 7 ]         |
| Georgia Film Critics Association                        | 2011 | Young Adult                                 | Best Actress                                                                        | Indicado  | [ 45 ]        |
| Golden Raspberry Awards                                 | 2002 | Sweet November                              | Worst Actress                                                                       | Indicado  | [ 46 ]        |
| Golden Raspberry Awards                                 | 2015 | A Million Ways to Die in the West           | Worst Actress                                                                       | Indicado  | [ 47 ]        |
| Golden Raspberry Awards                                 | 2015 | A Million Ways to Die in the West           | Worst Screen Combo (com Seth MacFarlane)                                            | Indicado  | [ 47 ]        |
| Hollywood Critics Association Award                     | 2019 | Bombshell                                   | Best Actress                                                                        | Indicado  | [ 48 ]        |
| Houston Film Critics Society Award                      | 2019 | Bombshell                                   | Best Actress                                                                        | Indicado  | [ 49 ]        |
| Hollywood Film Award                                    | 2005 | North Country                               | Best Actress of the Year                                                            | Venceu    | [ 11 ]        |
| Irish Film & Television Drama Academy                   | 2004 | Monster                                     | Best Film International Actress                                                     | Indicado  | [ 50 ]        |
| London Film Critics' Circle Awards                      | 2004 | Monster                                     | Actress of the Year                                                                 | Indicado  | [ 51 ]        |
| London Film Critics' Circle Awards                      | 2019 | Bombshell                                   | Actress of the Year                                                                 | Indicado  | [ 52 ]        |
| Los Angeles Film Critics Association                    | 2003 | Monster                                     | Best Actress                                                                        | 2º lugar  | [ 53 ]        |
| MTV Movie & TV Awards                                   | 2004 | Monster                                     | Best Kiss of the Year in a Movie                                                    | Indicado  | [ 54 ]        |
| MTV Movie & TV Awards                                   | 2004 | Monster                                     | Best Performance of the Year in a Movie                                             | Indicado  | [ 54 ]        |
| MTV Movie & TV Awards                                   | 2016 | Mad Max: Fury Road                          | Best Fight of the Year in a Movie]]                                                 | Indicado  | [ 16 ]        |
| MTV Movie & TV Awards                                   | 2016 | Mad Max: Fury Road                          | Best Hero of the Year in a Movie                                                    | Indicado  | [ 16 ]        |
| MTV Movie & TV Awards                                   | 2016 | Mad Max: Fury Road                          | Best Performance of the Year in a Movie                                             | Venceu    | [ 16 ]        |
| MTV Movie & TV Awards                                   | 2018 | Atomic Blonde                               | Best Fight of the Year in a Movie                                                   | Indicado  | [ 55 ]        |
| National Board of Review                                | 2003 | Monster                                     | Best Breakthrough Performance                                                       | Venceu    | [ 56 ]        |
| National Society of Film Critics                        | 2003 | Monster                                     | Best Actress                                                                        | Venceu    | [ 57 ]        |
| New York Film Critics Circle Award                      | 2003 | Monster                                     | Best Actress                                                                        | 3º lugar  | [ 58 ]        |
| New York Film Critics Online                            | 2003 | Monster                                     | Best Actress                                                                        | Venceu    | [ 59 ]        |
| Nickelodeon Kids' Choice Awards                         | 2017 | The Huntsman: Winter's War                  | Favorite Villain                                                                    | Indicado  | [ 60 ]        |
| Nickelodeon Kids' Choice Awards                         | 2017 | The Huntsman: Winter's War                  | Favorite Frenemies (compartilhado com Emily Blunt)                                  | Indicado  | [ 60 ]        |
| Nickelodeon Kids' Choice Awards                         | 2022 | The Addams Family 2                         | Favorite Voice from an Animated Movie                                               | Indicado  | [ 61 ]        |
| Online Film Critics Society                             | 2003 | Monster                                     | Best Actress                                                                        | Indicado  | [ 62 ]        |
| Online Film Critics Society                             | 2015 | Mad Max: Fury Road                          | Best Actress                                                                        | Indicado  | [ 63 ]        |
| Palm Springs International Film Festival                | 2006 | North Country                               | Desert Palm Achievement Award                                                       | Venceu    | [ 10 ]        |
| Palm Springs International Film Festival                | 2012 | Young Adult                                 | Chairman's Vanguard Award                                                           | Venceu    | [ 10 ]        |
| Palm Springs International Film Festival                | 2020 | Bombshell                                   | International Star Award                                                            | Venceu    | [ 64 ]        |
| People's Choice Awards                                  | 2013 | Prometheus                                  | Favorite Dramatic Movie Actress                                                     | Indicado  | [ 65 ]        |
| People's Choice Awards                                  | 2013 | Snow White and the Huntsman                 | Favorite Dramatic Movie Actress                                                     | Indicado  | [ 65 ]        |
| People's Choice Awards                                  | 2016 | Mad Max: Fury Road                          | Favorite Action Movie Actress                                                       | Indicado  | [ 66 ]        |
| Satellite Awards                                        | 2000 | The Cider House Rules                       | Best Supporting Actress in a Film                                                   | Indicado  | [ 3 ]         |
| Satellite Awards                                        | 2011 | Young Adult                                 | Best Actress in a Film                                                              | Indicado  | [ 67 ]        |
| Satellite Awards                                        | 2020 | Bombshell                                   | Best Actress in a Film                                                              | Indicado  | [ 68 ]        |
| Saturn Awards                                           | 2010 | The Burning Plain                           | Best Film Lead Actress                                                              | Indicado  | [ 69 ]        |
| Saturn Awards                                           | 2013 | Snow White and the Huntsman                 | Best Film Supporting Actress                                                        | Indicado  | [ 70 ]        |
| Saturn Awards                                           | 2015 | Mad Max: Fury Road                          | Best Film Lead Actress                                                              | Venceu    | [ 17 ]        |
| Spike Video Game Award                                  | 2005 | Aeon Flux                                   | Best Performance by a Female                                                        | Venceu    | [ 71 ]        |
| San Francisco Film Critics Circle                       | 2003 | Monster                                     | Best Actress                                                                        | Venceu    | [ 72 ]        |
| San Francisco Film Critics Circle                       | 2019 | Bombshell                                   | Best Actress                                                                        | Indicado  | [ 73 ]        |
| Screen Actors Guild Awards                              | 2000 | The Cider House Rules                       | Outstanding Motion Picture Cast                                                     | Indicado  | [ 74 ]        |
| Screen Actors Guild Awards                              | 2004 | Monster                                     | Outstanding Motion Picture Actress                                                  | Venceu    | [ 6 ]         |
| Screen Actors Guild Awards                              | 2005 | The Life and Death of Peter Sellers         | Outstanding Miniseries or Motion Picture Made for Television Actress                | Indicado  | [ 75 ]        |
| Screen Actors Guild Awards                              | 2006 | North Country                               | Outstanding Motion Picture Actress                                                  | Indicado  | [ 75 ]        |
| Screen Actors Guild Awards                              | 2020 | Bombshell                                   | Outstanding Motion Picture Actress                                                  | Indicado  | [ 76 ]        |
| Screen Actors Guild Awards                              | 2020 | Bombshell                                   | Outstanding Motion Picture Cast                                                     | Indicado  | [ 76 ]        |
| St. Louis Film Critics Association                      | 2018 | Tully                                       | Best Actress                                                                        | Indicado  | [ 77 ]        |
| St. Louis Film Critics Association                      | 2019 | Bombshell                                   | Best Actress                                                                        | Indicado  | [ 78 ]        |
| Teen Choice Awards                                      | 2012 | Snow White and the Huntsman                 | Choice Movie: Hissy Fit                                                             | Venceu    | [ 79 ]        |
| Teen Choice Awards                                      | 2012 | Snow White and the Huntsman                 | Choice Movie: Villain                                                               | Indicado  | [ 80 ]        |
| Teen Choice Awards                                      | 2012 | Prometheus                                  | Choice Movie: Summer Actress                                                        | Indicado  | [ 80 ]        |
| Teen Choice Awards                                      | 2016 | The Huntsman: Winter's War                  | Choice Movie: Sci-Fi/Fantasy Actress                                                | Indicado  | [ 81 ]        |
| Teen Choice Awards                                      | 2016 | The Huntsman: Winter's War                  | Choice Movie: Villain                                                               | Indicado  | [ 81 ]        |
| Teen Choice Awards                                      | 2017 | The Fate of the Furious                     | Choice Movie: Villain                                                               | Indicado  | [ 82 ]        |
| Vancouver Film Critics Circle                           | 2003 | Monster                                     | Best Actress                                                                        | Venceu    | [ 83 ]        |
| Washington D.C. Area Film Critics Association Awards    | 2005 | North Country                               | Best Actress                                                                        | Indicado  | [ 84 ]        |
| Washington D.C. Area Film Critics Association Awards    | 2015 | Mad Max: Fury Road                          | Best Actress                                                                        | Indicado  | [ 19 ]        |
| Women Film Critics Circle                               | 2017 | Atomic Blonde                               | Courage in Acting                                                                   | Indicado  | [ 85 ]        |

## Honras
| Prêmio                             | Ano  | Ref(s)        |
| ---------------------------------- | ---- | ------------- |
| Hollywood Walk of Fame             | 2005 | [ 1 ]         |
| Indie Impact Award                 | 2012 | [ 86 ]        |
| American Cinematheque Award        | 2019 | [ 87 ] [ 88 ] |
| Hollywood Career Achievement Award | 2019 | [ 89 ]        |